# 이세계 원턴킬 누나 ~누나 동반 이세계 생활 시작했습니다~
《이세계 원턴킬 누나 ~누나 동반 이세계 생활 시작했습니다~》(異世界ワンターンキル姉さん〜姉同伴の異世界生活はじめました〜)는 타구치 켄지 원작의 일본의 라이트 노벨 소설 작품이다.

## 줄거리
현실 세계에서 차에 치일 뻔한 소녀를 구해낸 주인공 이쿠사바 아사히는 혼수상태에 빠져 다른 세계로 유혹돼 제2의 삶을 산다. 한편 아사히의 누나 이쿠사바 마야는 혼수상태인 조양이 중얼거리던 다른 세계가 마음에 걸려 혼도 정도의 자살을 하고 아사히가 있는 다른 세계로 오는 것과 동시에 치트급의 힘을 얻어 합류를 이룬다. 이쿠사바 남매는 원래 현실 세계로 돌아갈 길이 없이 시잘리오 왕국의 수도 에피파네이아를 거점으로 남매 모두 다양한 퀘스트를 받으며 판타지 생활을 한다.